# Lipoptena sikae
Lipoptena sikae är en tvåvingeart som beskrevs av Mogi 1975. Lipoptena sikae ingår i släktet Lipoptena och familjen lusflugor. Inga underarter finns listade i Catalogue of Life.